# Masaki Yanagawa
Masaki Yanagawa (柳川 雅樹 Yanagawa Masaki?), född 1 maj 1987, är en japansk fotbollsspelare.
I juli 2007 blev han uttagen i Japans trupp till U20-världsmästerskapet 2007.